# Esteros
Esteros je brazilsko-argentinsko-francouzský hraný film z roku 2016, který režíroval Papu Curotto. Film popisuje vztah dvou mužů, kteří se znovu náhodně potkávají po několika letech. Film měl světovou premiéru 27. května 2016 na Inside Out Film Festivalu v Torontu.

## Děj
Matías a Jerónimo se jako děti kamarádili. Jejich rodiny trávily společné dovolené na venkově. Jejich přátelství se ale během dospívání proměnil v milenecký vztah. Protože Matíasův otec dostane práci v São Paulu, s rodinou se odstěhuje a kontakt mezi chlapci je tím přerušen. Po několika letech se Matías vrací do městečka se svojí přítelkyní, protože její bratranec slaví úspěšné složení státnic. Matías se ve městě nečekaně potká s Jerónimem. Navštíví společně farmu Jerónimových rodičů, kde si Matías pod dojmem dávných vzpomínek uvědomí svůj vztah k Jerónimovi.

## Obsazení
| Ignacio Rogers    | Matías             |
| Esteban Masturini | Jerónimo           |
| Joaquín Parada    | Matías jako dítě   |
| Blas Finardi Niz  | Jerónimo jako dítě |
| María Merlino     | Marilu             |
| Renata Calmon     | Rochi              |
| Marcelo Subiotto  | Esteban            |